# Sebaea bojeri
Sebaea bojeri là một loài thực vật có hoa trong họ Long đởm. Loài này được Griseb. miêu tả khoa học đầu tiên năm 1839.